# Pterogramma sylvicola
Pterogramma sylvicola är en tvåvingeart som först beskrevs av Richards 1965.  Pterogramma sylvicola ingår i släktet Pterogramma och familjen hoppflugor.
Artens utbredningsområde är Puerto Rico. Inga underarter finns listade i Catalogue of Life.